# Frédéric Keppel
Ne doit pas être confondu avec Frederick Keppel (marchand d'art).
Frédéric Keppel (19 janvier 1728 – 27 décembre 1777) est un évêque britannique.

## Famille
Keppel est le cinquième fils de William Keppel, 2e comte d'Albemarle et son épouse, Anne Lennox, fille de Charles Lennox (1er duc de Richmond), fils illégitime du roi Charles II. Ses frères sont George Keppel (3e comte d'Albemarle), qui a succédé à son père comme comte, Augustus Keppel, 1er Vicomte Keppel, un amiral, élevé à la pairie de son propre droit et l'homme politique et commandant militaire, le député William Keppel.
Le 13 septembre 1758, il épouse Laura Walpole, la sœur de Marie Walpole, la duchesse de Gloucester et d'Edimbourg et de la fille aînée d'Edward Walpole, l'un des fils de Robert Walpole. Ils ont quatre enfants, trois filles et un fils. Keppel est mort en 1777, et sa femme lui survit jusqu'en 1813. Sa fille Laura est la femme de George FitzRoy, 2e baron de Southampton.

## Carrière
Il entre à l'École de Westminster en 1743, et est immatriculé à Christ Church, à Oxford, le 26 juin 1747, diplômé B. A. en 1752, M. A. en 1754, et D. D., par diplôme, le 19 octobre 1762.
Après l'obtention de son diplôme, Keppel est nommé Chanoine de la Onzième stalle à la Chapelle St George au château de Windsor, en 1754, agissant en qualité d'aumônier d'abord du le Roi Georges II de Grande-Bretagne puis du petit-fils de ce dernier le Roi Georges III du Royaume-Uni. Il est consacré comme Évêque d'Exeter en 1762 et est devenu Doyen de Windsor ainsi que, par conséquent, le greffier de l'Ordre de la Jarretière, trois ans plus tard. Il conserve ces trois postes jusqu'à sa mort en 1777.